# Joe Mullaney
Joseph Alexander Mullaney, detto Joe (Long Island, 17 novembre 1925 – Providence, 8 marzo 2000), è stato un cestista e allenatore di pallacanestro statunitense, professionista nella NBA, nella ABA e in Italia.

## Carriera
Venne selezionato dai Boston Celtics nel Draft BAA 1949.

## Palmarès

### Giocatore
- Campione NCAA (1947)

### Allenatore
- ABA Coach of the Year Award (1974)
- 2 volte allenatore all'ABA All-Star Game (1972, 1974)
- 2 volte campione NIT (1961, 1963)